# Chevening
Chevening (engelskt uttal: [ˈtʃiːvnɪŋ]) är en ort och civil parish i grevskapet Kent i sydöstra England. Orten ligger i distriktet Sevenoaks, cirka 5 kilometer nordväst om Sevenoaks. Civil parishen hade 3 148 invånare vid folkräkningen år 2021.
Orten Chevening är mycket liten. Civil parishen omfattar även två västliga förorter till Sevenoaks.